# Бенц (Висмар)
Бенц (њем. Benz) општина је у њемачкој савезној држави Мекленбург-Западна Померанија. Једно је од 91 општинског средишта округа Нордвестмекленбург. Према процјени из 2010. у општини је живјело 619 становника. Посједује регионалну шифру (AGS) 13058007.

## Географски и демографски подаци
Бенц се налази у савезној држави Мекленбург-Западна Померанија у округу Нордвестмекленбург. Општина се налази на надморској висини од 31 метра. Површина општине износи 22,6 km². У самом мјесту је, према процјени из 2010. године, живјело 619 становника. Просјечна густина становништва износи 27 становника/km².